# Laparrouquial
Laparrouquial é uma comuna francesa na região administrativa de Occitânia, no departamento de Tarn. Estende-se por uma área de 8,43 km². Em 2010 a comuna tinha 97 habitantes (densidade: 11,5 hab./km²).